# Katymár
Katymár är en ort i Ungern.   Den ligger i provinsen Bács-Kiskun, i den sydvästra delen av landet, 160 km söder om huvudstaden Budapest. Katymár ligger 103 meter över havet och antalet invånare är 2 374.
Terrängen runt Katymár är mycket platt. Runt Katymár är det ganska tätbefolkat, med 86 invånare per kvadratkilometer. Närmaste större samhälle är Bácsalmás, 14,0 km nordost om Katymár. Trakten runt Katymár består till största delen av jordbruksmark.